# Chkalovsky (huyện)
Huyện Chkalovsky (tiếng Nga: ? райо́н) là một huyện hành chính tự quản (raion), của Tỉnh Nizhny Novgorod, Nga. Huyện có diện tích 897 km², dân số thời điểm ngày 1 tháng 1 năm 2000 là 28100 người. Trung tâm của huyện đóng ở Chkalovsk.